# Playa Larga
Playa Larga är en ort i Mexiko.   Den ligger i kommunen Jonuta och delstaten Tabasco, i den sydöstra delen av landet, 800 km öster om huvudstaden Mexico City. Playa Larga ligger 22 meter över havet och antalet invånare är 921.
Terrängen runt Playa Larga är mycket platt. Runt Playa Larga är det ganska tätbefolkat, med 52 invånare per kvadratkilometer. Playa Larga är det största samhället i trakten. Omgivningarna runt Playa Larga är en mosaik av jordbruksmark och naturlig växtlighet.